# Nadbór
Nadbór (niem. Nadebahr) – osada w Polsce położona w województwie zachodniopomorskim, w powiecie koszalińskim, w gminie Polanów. Miejscowość wchodzi w skład sołectwa Nacław.
W latach 1975–1998 miejscowość administracyjnie należała do województwa koszalińskiego.
W miejscowości znajdował się do 1945 roku przystanek kolejowy Nadbór na Koszalińskiej Kolei Wąskotorowej.